# Língua nukak
A língua nukak (nɨkãk náuʔ) é falada no departamento de Guaviare, na Colômbia pelos Nukak, povo originario da floresta entre los rios Inírida e Guaviare. Forma parte da família macu e é muito próxima da língua dos Kãkwã (Cacua ou Bará-Macus).

## Fonologia

### Vogais
Tem seis vogais orais e seis nasais (alta anterior cerrada, alta central no redondeada, posterior alta redondeada, media anterior aberta, posterior media no redondeada, central baja).
| Vogais   | Anteriores | Centrais | Posteriores |
| Fechadas | i ĩ        | ɨ ɨ̃      | u ũ         |
| Médias   | ɛ ɛ̃        |          | ɤ ɤ̃         |
| Abertas  |            | a ã      |             |

A vogal [u] se realiza como aproximante labial sonora [w], na posição pós-nuclear ou antes de outra vogal, no inicio da palavra o sílaba, com uma variante surda [ʍ] antes de [i], [ĩ], [ɨ], si sobe o tom. 
La vocal [i] se realiza como semivocal palatal [j] (y) cuando aparece en seguida de otra vocal al final del morfema.

### Consoantes
Apresenta onze fonemas consonânticos:
| Consoantes        | labial | alveolar | palatal | velar | glotal |
| oclusivas surdas  | p      | t        | c       | k     | ʔ      |
| oclusivas sonoras | b      | d        | ɟ       | ɡ     |        |
| fricativas surdas |        |          |         |       | h      |
| vibrante lateral  |        | ɺ        |         |       |        |

As oclusivas sonoras /b/, /d/, /ɟ/, /g/ do lado de vogais nasais (em segmentos nasalizados), se realizam como as nasais [m], [n], [ɲ], [ŋ]; como  pré-nasalizadas [mb], [ⁿd], [ɲɟ], [ŋg] no inicio da palavra e como pós-nasalizadas [bm], [dⁿ], [ɟɲ], [gŋ] no final da palavra. A oclusiva palatal surda /c/ varia livremente entre [č], [ʦ] e [ʧ]. A vibrante lateral [ɺ] varia com a aproximante [ɹ], la vibrante [ɾ] e a lateral [l].
Quando [ɺ] vai seguida de [t] se pronuncia [t]; se [ɺ] vai após de uma consoante sonora se pronuncia [d]. Quando [ɟ] está precedida de [t] ou [ʔ] se pronuncia sonora [ʧ]. Em alguns marcadores, infixos o prefixos, a glotal [ʔ]- é substituída pela nasal [n] quando está seguida de qualquer vogal ou da fricativa aspirada [h], ou nos sufixos a nasal [n] não soa seguida de [t].
A palatal sonora [ɟ] (y) / [ɲ], poderia tratar-se como um alofone da vogal [i], quando antecede a vogal em no inicio da raiz ou do afixo, ou quando está entre duas vogais.

### Tons
Nɨkãk nauʔ é uma língua tonal que registra três fonemas. As vogais nucleares de substantivos, verbos y adjetivos registram um tom alto e outro baixo, um ascendente e mais um descendente com seu respetivo alargamento vocálico. Porem, o tom descendente é a realização do tema alto nas sílabas fechadas por consoante oclusiva o por /h/ ou nas sílabas abertas consonante-vocal (C-V) no final do morfema.
O contraste tonal do qual se encontram pares mínimos opõe tons ascendentes com tons altos e cada um destes tonemas modifica totalmente o significado da palavra o segmento tonal. As sílabas não acentuadas têm sempre tom baixo. Os tons altos e ascendentes se registram só em lexemas monomórficos monossílabos, sejam substantivos, adjetivos ou verbos. Os dissílabos e trissílabos se caracterizam por estar acentuados na primeira sílaba. Nas palavras compostas ou sufixadas o acento concorre com o tom da primeira sílaba.

## Gramática

### Tipo
A ordem preferencial da oração é Sujeito-Objeto-Verbo SOV, porem, o sujeito pode não anteceder ao objeto, porque o verbo se conjuga com prefixos pessoais e a ordem se realiza como OSV. Os casos se expressam com sufixos nos substantivos (declinação). É uma língua aglutinante, as preposições das línguas indo-europeias são posposições sufixadas. Alguns adjetivos precedem, mas a maioria a maioria vão depois do substantivo e não têm gênero.

### Substantivo
Os substantivos nukak têm gênero masculino o femenino (como en portugués). O plural dos animados se marca con o sufixo -wɨn. Presentam marcas de caso, por exemplo:
acusativo -na
dativo -ré'  ("para")
instrumental -hî' ("com")
locativo -rí'  ("em", "por")
genitivo -î'  ("de", "pertence a")
O vocativo se expressa em determinadas situações por uma mudança do tom e em outras marcando com o sufixo -a ou duplicando a última vogal, após da consoante.
Os substantivos admitem a forma interrogativa, que se marca com o sufixo -má' . Também admitem algumas marcas de tempo como -hîpî'  ("o de antes"). O conetivo -tɨ equivale a "também" ou à conjunção "e".
São comuns os sufixos classificadores: -na'  ("comprido e delgado"), da'  ("redondo y pequeno"), -dub ("pequeno, delgado e com ponta"), -nɨí ("plano e delgado"), -ne ("melenudo"), -yi ("abundante").

### Pronome
Os pronomes pessoais são:
wéem ("eu") 
méem ("tu") 
nin ("este") 
kan ("esse"  visível) 
kun ("aquele"  ausente) 
ninʔ ("esta") 
kan'  ("essa" visível)
kunʔ  ("aquela" ausente) 
káan ("isso")   
wíit ("nós") 
yéeb ("vós" / "vocêes") 
kéet ("eles").  
Os acusativos se marcam wéna, ména, ninna, kanna, kunna, nin'na, kan'na, kun'na, Wítta, yebmna, kéeta. 
Os possesivos podem apresentar-se livres: 
wĩʔ ("meu" / "minha")
míʔ ("teu" / "tua")
aĩʔ ("seu"/"sua" de ele)
miʔĩʔ ("seu"/"sua" de ela)
wĩiʔ ("nosso" / "nossa")
ñíʔ ("vosso" /"Vossa")
iʔĩʔ ("seu"/"sua" de eles ou de elas). 
Também há possesivos atados, que aparecem como prefixos do substantivo possuído e são wa- (1ª pessoa singular), ma- (2ª p. s.), a- (3ª p. s. masculino), mi- (3ª p. s. feminina), hi (1ª p. plural), ñi (2ª p. plural), i- (3ª p. plural). Na conjugação verbal os mesmos operam como prefixos actanciais que funcionam como pronome pessoal na falta deste, mas também no mesmo tempo que ele.

#### Interrogativos
déi ("que?" "qual?"), de pán ("qué?" ação), háu'ka, de'e ("¿quem?), déimɨnɨ ("quando?"), ded ("onde?"), jáu'  (por que?"). Funcionam com marcas: de caso, por exemplo do alativo de' yúkú ("para onde?"), o instrumental de'e hin (com que?) ou o genitivo de'e î'  ("de quem?"). Pode-se enfatizar a pergunta ao interlocutor adicionando -báa' . Além disso, os interrogativos admitem também marcas de tempo como jáu' ra'  ("por que?" atual). O interlocutor pode contestar com um interrogativo para declarar que no conhece a resposta.

### Verbo
Os verbos se conjugam com o prefixo actancial e com sufixos e infixos de aspecto (continuo, inmediato), tempo (passado, presente, futuro) e modo (imperativo, desiderativo, interrogativo). Por exemplo:
Pretérito -nábé
Futuro -nátu' 
dubitativo -náhitu'
Condicional -'náno' 
Presente
imperfetivo -náka
negativo -kaná
continuo -né' 
Interrogativo 
passado -yáa
futuro -pî' 
condicional -no'pî' 
presente -ráa' 
negativo -ka
Desiderativo -iná- ("tal vez")
Planeativo -ɨí' - ("planear" la acción)
Repetitivo -pî- ("repetidamente")
Agentivo -rít ("porque", "debido a que")
El imperativo se marca duplicando a última vogal da raiz, depois da última consoante. As vogais [u]. [i] quando se duplicam após a consoante final, se realizam como semivogais [w],[j]. As raízes que terminam em estas semivogais as assumem como consoantes aproximantes, de jeito que é a vogal que as antecede a que se duplica.
A duplicação da vogal após da consonante que fecha a raiz, mas adicionando no final a consoante [p] (-VCVp), forma um copretérito e si se segue a marca -tí'  forma un subjuntivo pretérito: jɨm ("estar"); jɨmɨ ("esté"),; jɨmɨp ("estaba"); jɨmɨptí'  ("si estuviera").
A negação verbal se expressa de diferentes formas: o infixo -ka- entre la raiz e as marcas de aspecto, tempo ou modo; prefixando à raiz o equivalente da palavra "no" yab'- , ou "recusar" dɨi'- , ou "sem efeito" îí'. A negação imperativa (proibitiva) se marca com o sufixo -kê´ .
Es comum a composição de verbos, tanto por dois ou mais raíces verbais, como por verbo com nome, adjetivo ou adverbio. A marca -a após da raiz de um verbo intransitivo o troca em verbo transitivo.
Pelos sufixos -hát (o objeto para atuar oi a ideia abstrata da ação), -pe'  (o objeto sobre o que tem recaído a ação, particípio), se nominalizam os verbos. O sujeito que atua ("ser o que") se sinaliza com o prefixo actancial e um sufixo correspondente -ni' , para a primeira e segunda pessoa e a terceira feminina singular; -ni para a terceira masculina singular e -nit para a terceira plural; a os que se pode adicionar a marca de iminência, atualidade o ênfase -yé' .
As raízes verbais terminam sempre em consoante ou nas aproximantes [w], [j] (y) que realizam [u], [i]. O verbo jɨm tem o significado específico de "estar", diferente a "ser" que se expresa muitas vezes de forma tácita com as diferentes marcas dos interrogativos e os pronomes pessoais e as vezes com yit, que tem uma forma enfática yittí'  ("sou").

### Adverbio
A linguagem Nukak é rica em formas adverbiais. Vários advérbios são importantes na construção de frases. Por exemplo, é frequentemente usado hébáká ("verdadeiramente"), e para enfatizar ainda mais a declaração que está sendo feita é adicionado -yé' . A ligação verbal tɨtíma'hî ("depois"), pode estar entre o sujeito e o objeto e verbo. Um advérbio pode seguir substantivos, como hattí '("também", "nenhum", "ainda"), ou pode se expressar com um sufixo como -hê'  ("apenas", "precisamente").

### Interjeição
Exemplos de exclamações usadas pelos Nukak são: Kútu'  "¡Eh!", "¡Atención!", exclamación para empezar a hablar. hâré "¡Cuidado!" ou dɨpí hâré "¡Mucho cuidado!"; waá'yé'  "¡Basta!; be'bét yé'  "¡Rápido!"; ni'kábá'í'  "¡Eso es!".

## Bibliografía
- Asociación Nuevas Tribus de Colombia 1982 a 1993: Informes trimestrales de actividades, presentados a la Dirección General de Asuntos Indígenas del Ministerio de Gobierno o del Interior, Bogotá: varios mecs.
- Cabrera, Gabriel; Carlos Franky y Dany Mahecha 1999: Los N+kak: nómadas de la Amazonia colombiana; Bogotá: Universidad Nacional de Colombia. ISBN 958-8051-35-5
- Conduff, Jan Ellen 2006: Diccionario situacional del idioma Nukak. Ilustrador: Andrés Jiménez. Bogotá: Iglesia Nuevos Horizontes, 127 p. ISBN 978-958-96239-7-8.